# سوسمار کیمن شمالی
مارمولک کِیمَن شمالی (نام علمی: Dracaena guianensis) یک گونه مارمولک است که در آمریکای جنوبی یافته شده‌است.